# Overveen
Overveen ist ein Dorf in den Niederlanden, in der Gemeinde Bloemendaal. Es liegt in der Provinz Nordholland. Overveen hat ca. 4530 Einwohner (2024).

## Geographie
Im Osten grenzt Overveen an die dicht besiedelte Großstadt Haarlem. Im Westen befinden sich der Nationalpark Zuid-Kennermerland und die Dünen der Nordsee.

## Geschichte
Wenige Kilometer von Overveen liegt der Ehrenfriedhof Bloemendaal, auf dem viele Opfer des Zweiten Weltkriegs begraben wurden. Darunter die Widerstandskämpferin Hannie Schaft und die Widerstandskämpfer Bildhauer Gerrit van der Veen, Drucker und Verleger Frans Duwaer, Bankier Walraven van Hall, Arzt und ehemaliger Wehrmachtsoffizier Karl Groeger sowie Bildhauer Johan Limpers. Max Liebermann malte eine Allee in Overveen. Damit bekundete er seine Hinwendung zum Impressionismus.

## Tourismus und Verkehr
Zusammen mit Bloemendaal aan Zee bildet Overveen eine Interessengemeinschaft, die mit Rad- und Wandertouren, aber auch mit Wassersport touristische Freizeitgestaltungen in der Natur anbietet. Der Bahnhof Overveen liegt an der Bahnstrecke Haarlem–Zandvoort und ist an den Schienenpersonennahverkehr angeschlossen.